# Esperança Muthemba
Esperança Abiatar Muthemba foi uma ativista e política da independência moçambicana. Em 1977, ela fez parte do primeiro grupo de mulheres eleitas para a Assembleia do Povo.

## Biografia
Durante a Guerra da Independência de Moçambique, Muthemba esteve envolvida com movimentos clandestinos em Lourenço Marques. Depois de ser detida em João Belo pela PIDE, foi exilada para Muecate, na província de Nampula, onde era obrigada a apresentar relatórios diários à administração. Em 1967 começou a trabalhar para o Credito Agrícola de Nampula como escriturária.
Após a independência em 1975, ela foi candidata da FRELIMO nas eleições parlamentares de 1977 e foi uma do primeiro grupo de 27 mulheres eleitas para a Assembleia do Povo. Reeleita em 1986, foi membro suplente do Conselho Sindical Interparlamentar. Ela também serviu como secretária da sucursal de Maputo da Organização da Mulher Moçambicana.